# Họ Diệc
Họ Diệc (danh pháp khoa học Ardeidae) là họ chứa một số loài chim lội nước, từng có lúc được xếp trong bộ Hạc (Ciconiiformes). Các tên gọi phổ biến của chúng trong tiếng Việt là vạc, diệc, diệc bạch hay cò. Trong phạm vi họ này, các thành viên của các chi Botaurus, Ixobrychus và Zebrilus là một nhóm đơn ngành. Tuy nhiên, diệc bạch không phải là nhóm khác biệt về mặt sinh học với diệc, và có xu hướng được đặt tên như vậy là do chúng chủ yếu có bộ lông màu trắng hay nhiều màu.
Việc phân loại các loài diệc, vạc, cò trong họ này là đầy khó khăn, và vì thế vẫn không có sự đồng thuận hoàn toàn về vị trí chính xác của nhiều loài trong hai chi chính là Ardea và Egretta. Tương tự, quan hệ giữa các chi trong họ vẫn chưa được giải quyết trọn vẹn. Ví dụ, diệc mỏ thuyền đôi khi được phân loại như là diệc, nhưng đôi khi lại được xếp trong họ riêng của chính nó là Cochlearidae, nhưng hiện nay nó thông thường được coi là thành viên của họ Ardeidae.
Mặc dù các loài diệc, vạc hay cò này là tương tự như các loài chim ở một số họ khác, chẳng hạn như các loài cò, hạc, già đẫy của họ Hạc (Ciconiidae), hay cò quăm và cò mỏ thìa của họ Cò quăm (Threskiornithidae), nhưng chúng khác với các loài chim này ở kiểu cách bay với cổ rụt lại chứ không phải cổ dài ra. Chúng cũng là một trong các nhóm chim có lông tơ bột.
Các thành viên của họ này chủ yếu sống tại những vùng đất ẩm ướt, chúng tìm kiếm các loài cá, ếch, nhái và các loài động vật thủy sinh khác làm thức ăn. Một số, như cò ma (Bubulcus ibis) và diệc đầu đen (Ardea melanocephala) cũng bắt cả các loài côn trùng lớn, và ít bị phụ thuộc vào môi trường nước hơn. Một số thành viên trong họ này làm tổ thành đàn trên cây, các loài khác lại sử dụng các đám lau sậy vào mục đích này.
Tháng 2 năm 2005, một nhà khoa học người Canada là tiến sĩ Louis Lefebvre thông báo là đã tạo ra phương pháp đo chỉ số IQ của các loài động vật biết bay, dựa theo khả năng sáng tạo của chúng trong các môi trường kiếm ăn. Các loài diệc được đặt trong số các loài chim thông minh nhất, dựa trên kiểu tính toán này, phản ánh sự đa dạng, mềm dẻo và tính thích nghi cao của chúng trong việc tìm kiếm thức ăn.

## Phân loại
Các phân tích bộ xương, chủ yếu là hộp sọ, cho rằng họ Ardeidae có thể chia thành hai nhóm là ăn ngày và ăn chạng vạng/ăn đêm (nhóm này chứa vạc), nhưng từ các phân tích DNA và phân tích bộ xương với sự tập trung nhiều hơn vào các xương thân và chi, thì việc gộp nhóm như trên được coi là không chính xác (McCracken & Sheldon 1998). Các tương tự trong hình thái hộp sọ phản ánh tiến hóa hội tụ để đối phó với các thách thức khác nhau của việc kiếm ăn ban ngày và ban đêm hơn là do chúng có quan hệ họ hàng gần. Hiện nay, người ta cho rằng có ba nhóm chính có thể phân biệt được (Sheldon và ctv. 1995, 2000), theo trật tự từ nguyên thủy nhất tới tiến hóa nhiều nhất, là:
- Tigrisomatinae
- Botaurinae
- Ardeinae

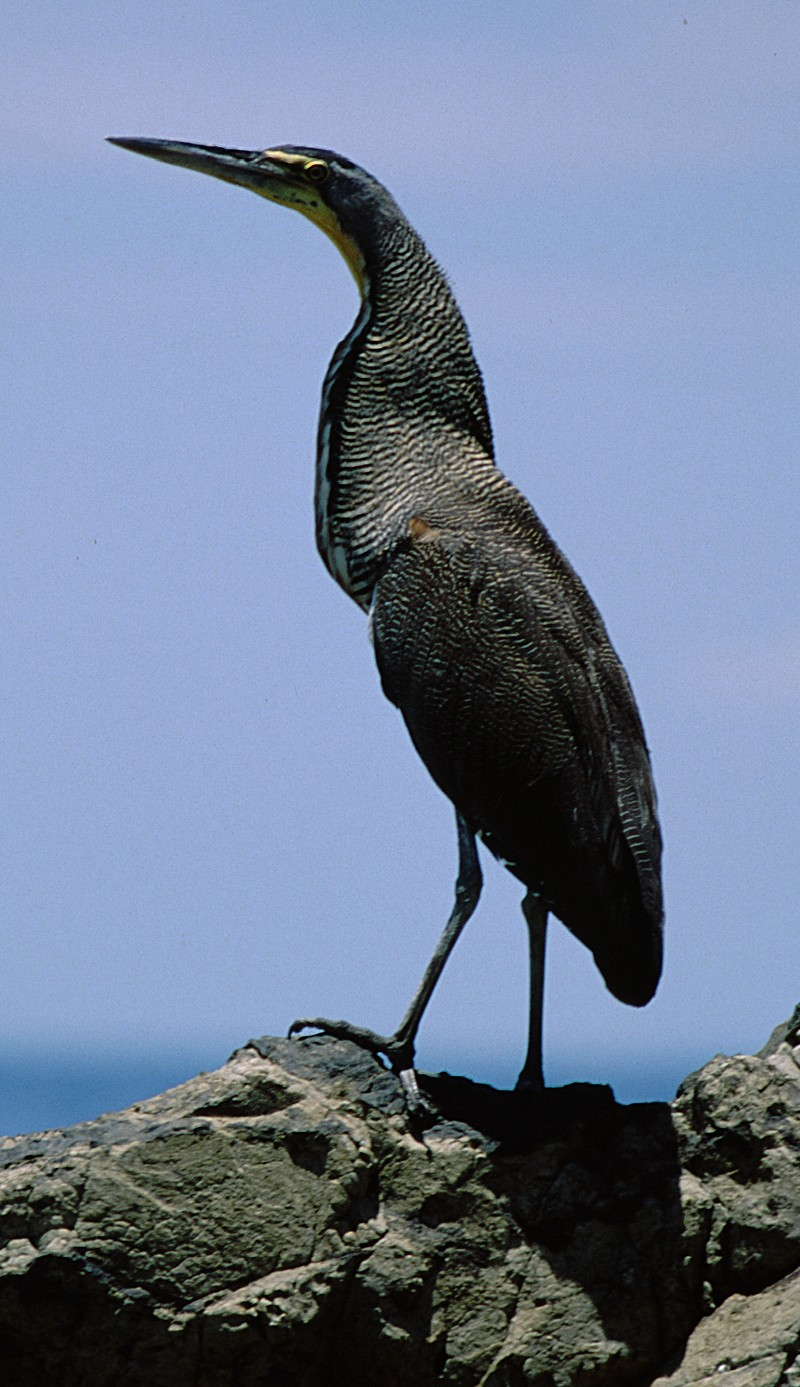
Diệc hổ cổ trần (Tigrisoma mexicanum)

Các loài diệc, vạc ăn đêm có thể được chia tách ra thành phân họ Nycticoracinae, như theo truyền thống vẫn làm như vậy. Tuy nhiên, vị trí của một vài chi (như Butorides hay Syrigma) là không rõ ràng vào thời điểm hiện nay và các nghiên cứu phân tử hiện tại mới chỉ nghiên cứu được một lượng nhỏ các đơn vị phân loại. Đặc biệt là quan hệ giữa các loài trong phân họ Ardeinae vẫn chưa được giải quyết tốt. Sắp xếp dưới đây nên được coi là tạm thời.

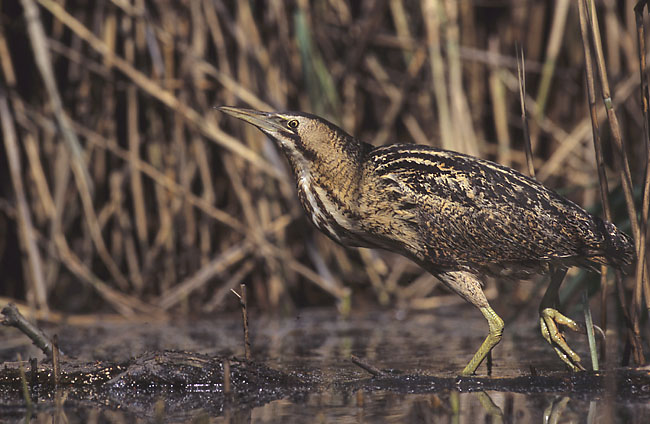
Vạc rạ (Botaurus stellaris)

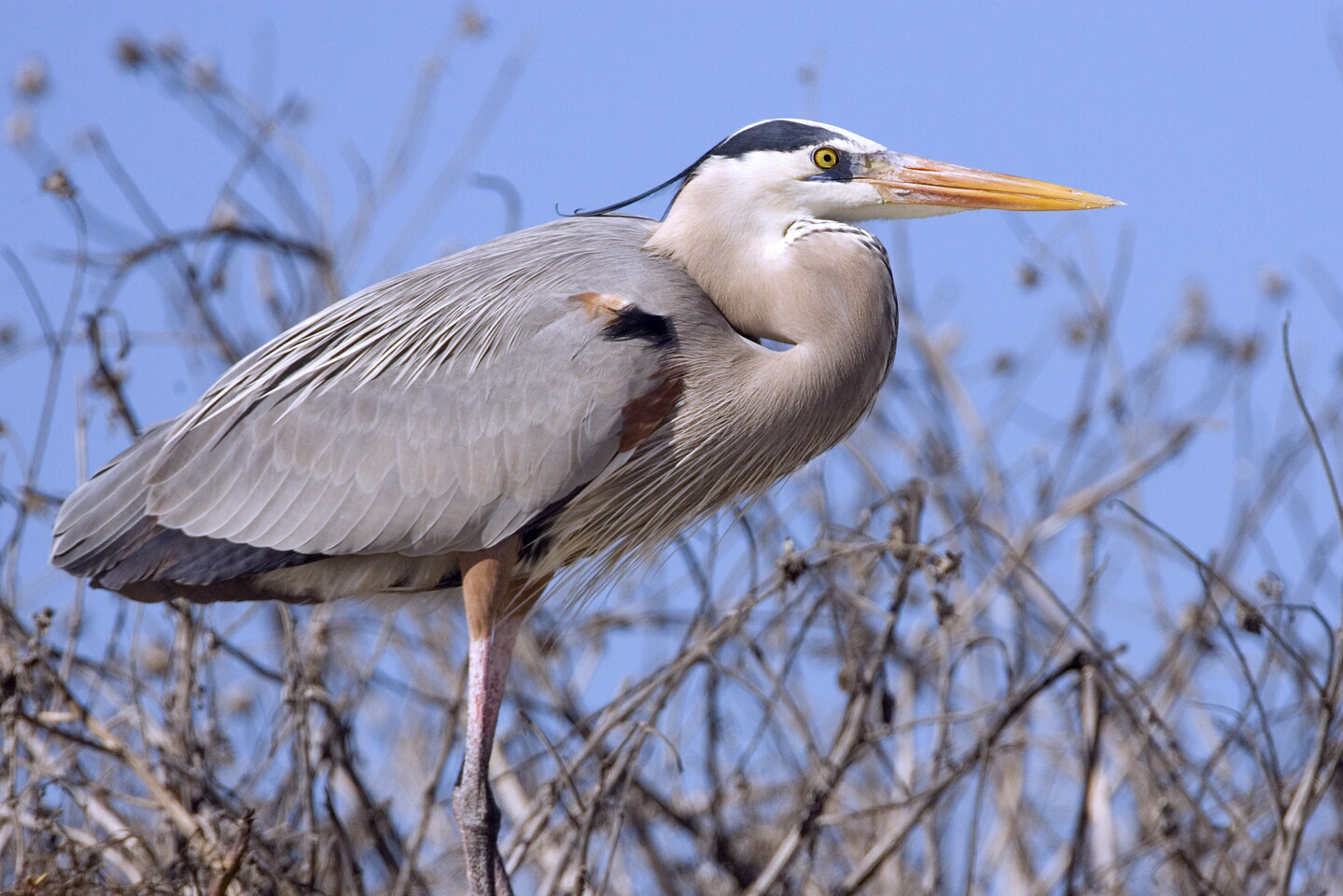
Diệc xanh lớn (Ardea herodias)

Chứng cứ DNA gần đây cho thấy họ này thuộc về bộ Pelecaniformes. Điều này đã dẫn tới sự phân loại lại của Đại hội Điểu học quốc tế (IOC) đối với họ Ardeidae và đơn vị phân loại chị em của nó là Threskiornithidae vào bộ Bồ nông (Pelecaniformes) thay vì bộ cũ là Ciconiiformes.
HỌ ARDEIDAE
- Phân họ Ardeinae
  - Agamia – Diệc Agami
  - Ardea – các loài diệc điển hình (11-17 loài)
  - Ardeola (6 loài cò bợ)
  - Bubulcus – cò ma (đôi khi được liệt kê trong chi Ardea)
  - Butorides (3 loài cò xanh; đôi khi được liệt kê trong chi Ardea)
  - Egretta – diệc bạch điển hình (7-13 loài)
  - Gorsachius (3-5 loài vạc hoa)
  - Nycticorax (2-4 loài vạc còn sống, 5 loài tuyệt chủng gần đây; bao gồm cả Nyctanassa)
  - Pilherodius
  - Proardea (hóa thạch)
  - Syrigma
  - Zeltornis (hóa thạch)
  - Chi không xác định (tiền sử)
- Phân họ Botaurinae
  - Botaurus – vạc rạ/vạc lớn (4 loài)
  - Ixobrychus – cò lửa/vạc nhỏ (8 loài còn tồn tại, 1 loài tuyệt chủng)
  - Zebrilus
- Phân họ Tigrisomatinae
  - Cochlearius -
  - Tigriornis
  - Tigrisoma
  - Zonerodius
- Các loài hóa thạch với các sáp nhập chưa được giải quyết:
  - Ardeagradis
  - Calcardea
  - Proardeola – có thể là tương tự nhưProardea
  - Xenerodiops (Đầu thế Oligocen ở Fayyum, Ai Cập)

Các loài tiền sử và hóa thạch khác được đưa vào các chi tương ứng.

## Thông tin thêm
Các thành phố Forsand và Tysvær ở Na Uy có hình các con diệc trong huy hiệu của họ.